# Robert Dorgebray
Robert Dorgebray, né le 16 octobre 1915 à Nesles-la-Vallée et mort le 29 septembre 2005 dans le 12e arrondissement de Paris, est un coureur cycliste français des années 1940-50.

## Biographie
Il est mécanicien lorsqu'il entreprend de courir. Son premier club, en 1934 est le Vélo Club de Méry. Pour sa première année, il enlève sept interclubs, ce qui, cette année-là, constitue un petit record. Par la suite, Dorgebray se révèle être un fameux spécialiste des courses de train. Il est trois fois champion de France des Sociétés avec le Club Sportif International et est sélectionné deux fois pour les Championnats du monde. Il détient le record de Paris-Gien et triompha dans Paris-Cayeux et le Grand Prix de Montrouge.
En 1936, il prend part aux Jeux olympiques de Berlin et devient champion olympique sur route par équipes avec l'équipe de France composée de Robert Charpentier et de Guy Lapébie.
Il court les éditions 1947, 1949 et 1950 du Tour de France sous les couleurs de l'équipe de Paris puis de l'équipe du Nord-Est.
Il est inhumé à Nesles-la-Vallée.

## Palmarès

### Palmarès amateur
- 1935
  - Paris-Cayeux
- 1936
  -  Champion olympique sur route par équipes (avec Robert Charpentier et Guy Lapébie)
  -  Champion de France des sociétés
  - 2e de Paris-Briare
  - 3e de Paris-Dieppe
  - 6e de la course en ligne individuelle des Jeux olympiques
- 1937
  -  Champion de France des sociétés
- 1938
  -  Champion de France des sociétés
  - Paris-Gien
  - 3e de Paris-Briare
- 1939
  - Paris-Évreux
  - 2e du championnat de France des sociétés
  - 3e du championnat de France sur route amateurs

### Palmarès professionnel
- 1942
  - Grand Prix du Pneumatique
- 1943
  - 3e du championnat de France de cyclo-cross
- 1945
  - Grand Prix des Alliés
  - Circuit de l'Indre
  - Tour de l'Ouest
- 1947
  - Paris-Camembert
  - 6e de Paris-Tours
- 1948
  - 5e de Paris-Brest-Paris
- 1949
  - Boucles de la Seine St Denis
  - 3e de Paris-Camembert

## Résultats sur les grands tours

### Tour de France
3 participations
- 1947 : abandon (2e étape)
- 1949 : abandon (2e étape)
- 1950 : abandon (7e étape)

### Tour d'Italie
1 participation 
- 1948 : abandon